# Christoph Mancke

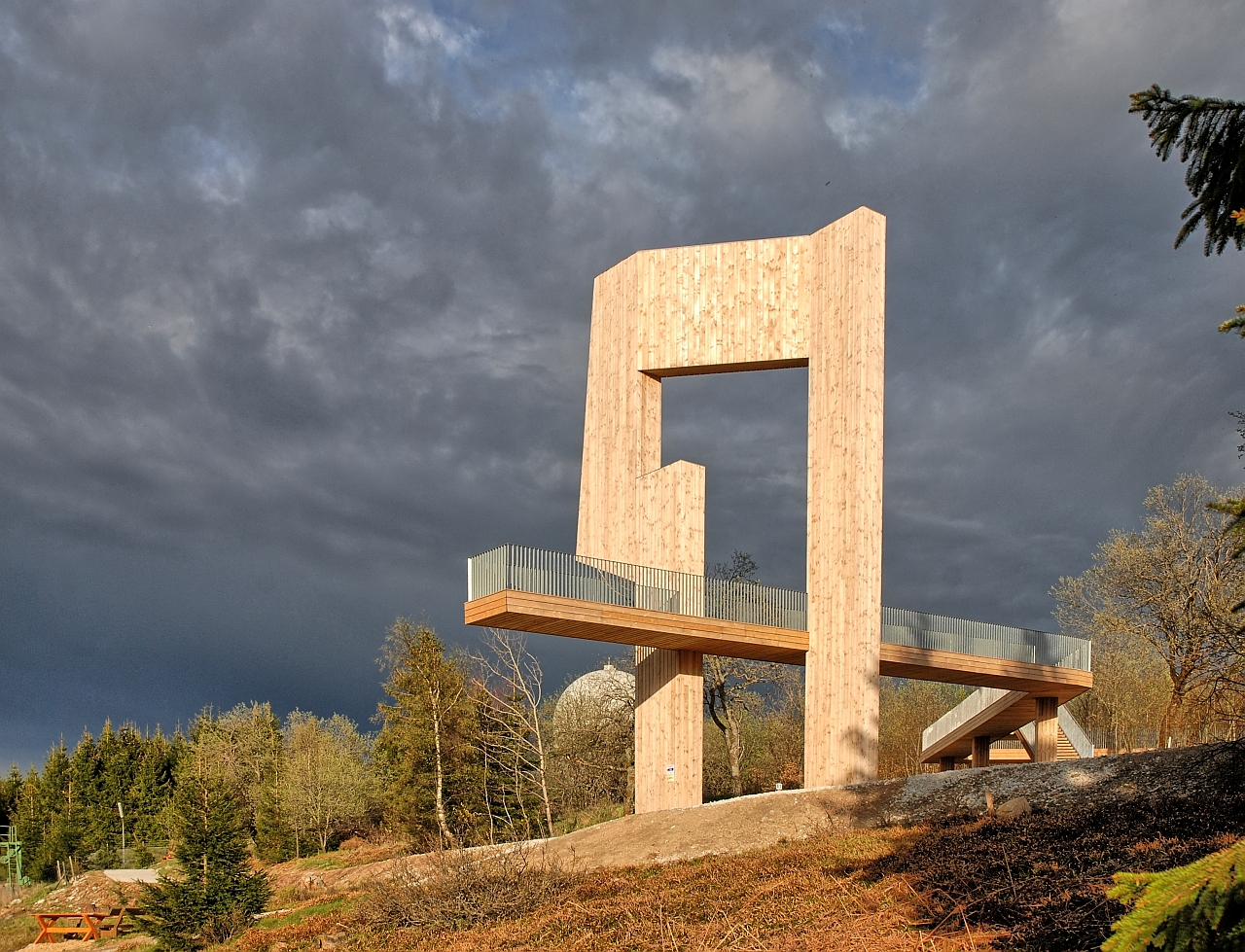
Skulptur Windklang (2011) am Erbeskopf (Foto 2012)

Christoph Mancke (* 1953 in Schönecken) ist ein deutscher Bildhauer.

## Leben
Mancke studierte in den Jahren 1972 bis 1977 Bildhauerei an der Fachhochschule Dortmund.
Von 1986 bis 1989 war er Lehrer für Querflöte an der Kreismusikschule Daun. Seither entwickelt und baut er Querflöten-Kopfstücke. Seit 1989 nahm Mancke an zahlreichen Bildhauersymposien teil, darunter an solchen in Kanada, China, Polen und Deutschland.
An der Europäischen Akademie für bildende Kunst, Trier, lehrte er von 1993 bis 2002.
Im Jahr 2019 war Mancke künstlerischer Leiter des Internationalen Bildhauersymposiums Welchenhausen im Dreiländereck Belgien-Luxemburg-Deutschland.
Mancke ist Mitglied im Berufsverband Bildender Künstler (BBK).
Er lebt und arbeitet in Lünebach (Eifel).

### Auszeichnungen (Auswahl)
- 1988 Kunstpreis des Landkreises Trier-Saarburg
- 1989 Perron Preis der Stadt Frankenthal
- 1992 Kunstpreis 2. Kleinplastikbiennale Hilden
- 1993 Burgundstipendium des Landes Rheinland-Pfalz
- 2000 Art Innovation Preis Bremen
- 2006 Kaiser-Lothar-Preis der Stadt Prüm

### Ausstellungen (Auswahl)
Die mit «E» gekennzeichneten Ausstellungen sind Einzelausstellungen,
zu den mit «K» gekennzeichneten Ausstellungen erschien ein Katalog.
- 1989 Galerie Vulkan MainzE; Galerie Gärtner, MönchengladbachE
- 1990 Kunstraum Loft KölnE
- 1991 Schloss Waldthausen, MainzE
- 1992 Christoph Mancke: Skulpturen, Papierarbeiten 1984 - 1991. Vulkan-Galerie, Mainz (21. Mai bis 1. Juli 1992)E,K
- 1992 Kunstverein FrankenthalE
- 1994 Galerie Walther, DüsseldorfE,K
- 1994 Galerie DAP, WarschauK
- 1995 FRAC, DijonK
- 1996 Galerie La Cite, LuxemburgK
- 1998 Gesellschaft für Bildende Kunst, TrierE
- 1998 Westerwaldmuseum, Höhr–GrenzhausenK
- 2002 Galerie 19 rouge, LuxemburgE
- 2002 Künstlerbund Dresden, Dresden HellerauK
- 2007 Salon 2007, Cercle Artistique de Luxembourg
- 2009 Kunstverein Eschweiler (zusammen mit André Paquet)E,[2]
- 2011 Eisenmuseum JünkerathE,[3]
- 2013 Rheinisches Eisenkunstguss-Museum, Bendorf-Sayn

## Werk

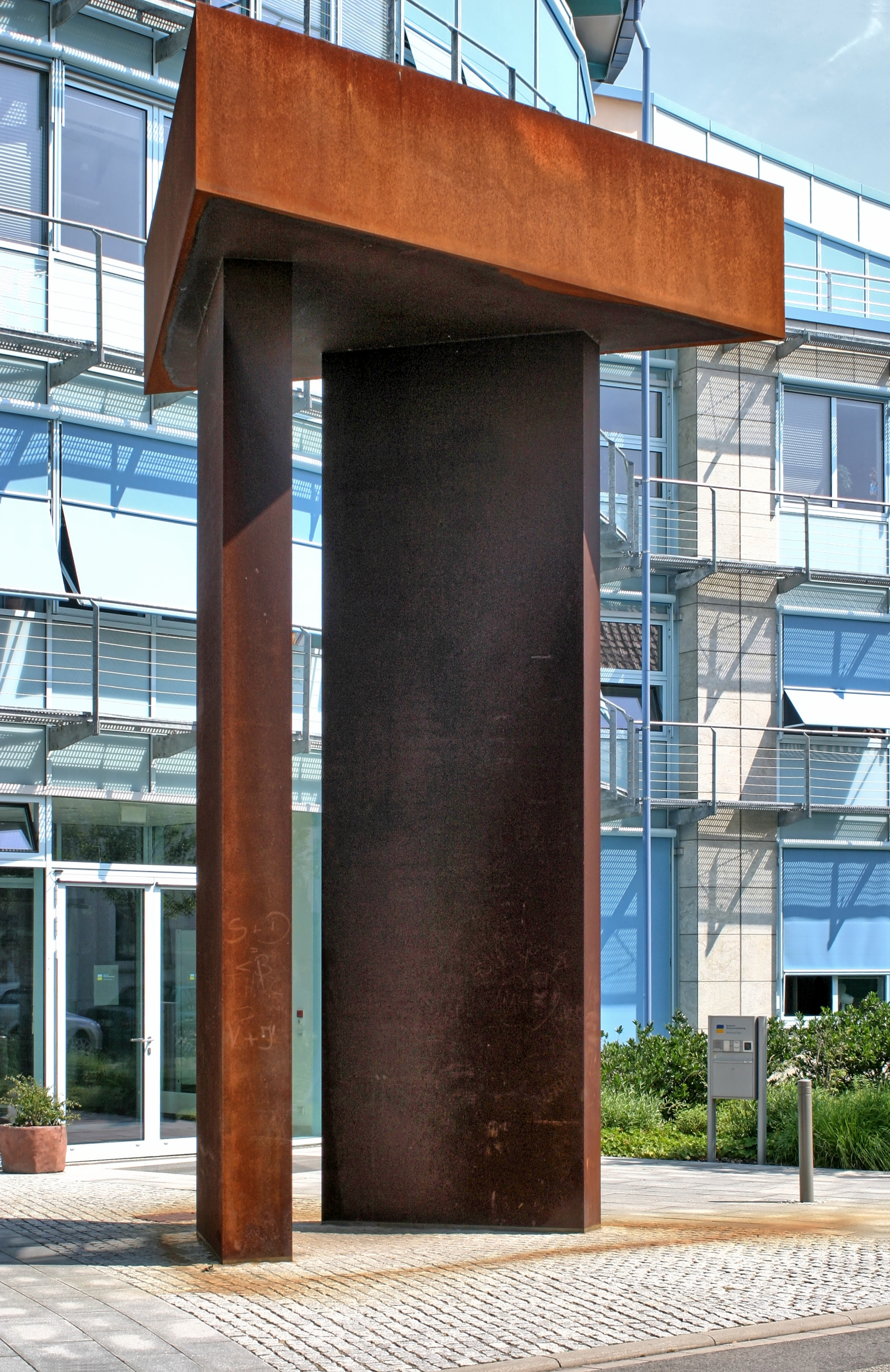
Skulptur für die Landesversicherungsanstalt Speyer (2003)

Für seine abstrakten Arbeiten verwendet Mancke verschiedene Materialien, hauptsächlich jedoch COR-TEN-Stahl und Stein. Häufig sind sie eine kontrapunktische Komposition aus beidem wie beispielsweise beim Großen Winkel für das Internationale Bildhauersymposium Bad Neuenahr-Ahrweiler 2002.
Ein wiederkehrendes Thema in seinen Arbeiten ist ein „Spiel mit dem Gleichgewicht“. „Durch Kippen der Stücke aus der Senkrechten und das gleichzeitige Abfangen der Fallbewegung durch Gegengewichte erzeugt Mancke komplizierte Balanceakte.“ [Brigitta Amalia Gonser, 2010]
Mancke wählt mit Vorliebe besondere Orte in der Natur und Landschaft für seine Skulpturen,
häufig an Flüssen oder Flussmündungen (z. B. Mündung der Saar in die Mosel, der Mosel in den Rhein oder der Prüm in die Sauer).
Eine außergewöhnliche Arbeit schuf Mancke 2011 für den Gipfel des höchsten Bergs von Rheinland-Pfalz, den Erbeskopf im Hunsrück. Die 16,50 m hohe Skulptur Windklang – ein abstraktes Zeichen im Raum – ist Landmarke, begehbarer Aussichtspunkt und Kunstobjekt in einem. Am Endpunkt einer Sichtachse gelegen, führt es den Besucher zum Gipfel, lenkt seinen Blick in die Ferne und fordert zum Innehalten auf.
Ein weiteres Hauptwerk von Mancke ist sein Labyrinth der Steine (1998), Steinsetzungen aus bis zu 30 t schweren Blöcken aus Udelfanger Sandstein in den ehemaligen Schießwällen auf dem Cracauer Anger (heute: Elbauenpark), Magdeburg.
Die Installation schafft mit Hilfe der Präsenz der Masse der Steine einen Ort der Ruhe und Nachdenklichkeit. Die monumentalen Steinblöcke versperren hier teilweise den Blick und betonen dadurch die Sichtachsen. Sie schaffen dort begehbare Innenräume oder fordern zum Umschreiten auf und lenken so die Aufmerksamkeit auf die eigene Wahrnehmung.
Die Installation entstand anlässlich der Bundesgartenschau Magdeburg 1999 in Zusammenarbeit mit den Landschaftsarchitekten Ernst, Heckel & Lohrer, Magdeburg, und dem Architekten Michael R. Schwarz, Trier, nach den prämierten Entwürfen für einen Landschaftsarchitekten-Wettbewerb von 1993.
Zahlreiche von Manckes oft großformatigen Arbeiten gehen auf öffentliche Ausschreibungen, die er gewann, zurück, so etwa seine Arbeiten an der (ehemaligen) Landesvertretung Rheinland-Pfalz in Bonn, an der NS-Gedenkstätte in Hinzert, vor der Landesversicherungsanstalt in Speyer oder am Geologischen Landesamt Rheinland-Pfalz in Mainz.

### Arbeiten im öffentlichen Raum (Auswahl)

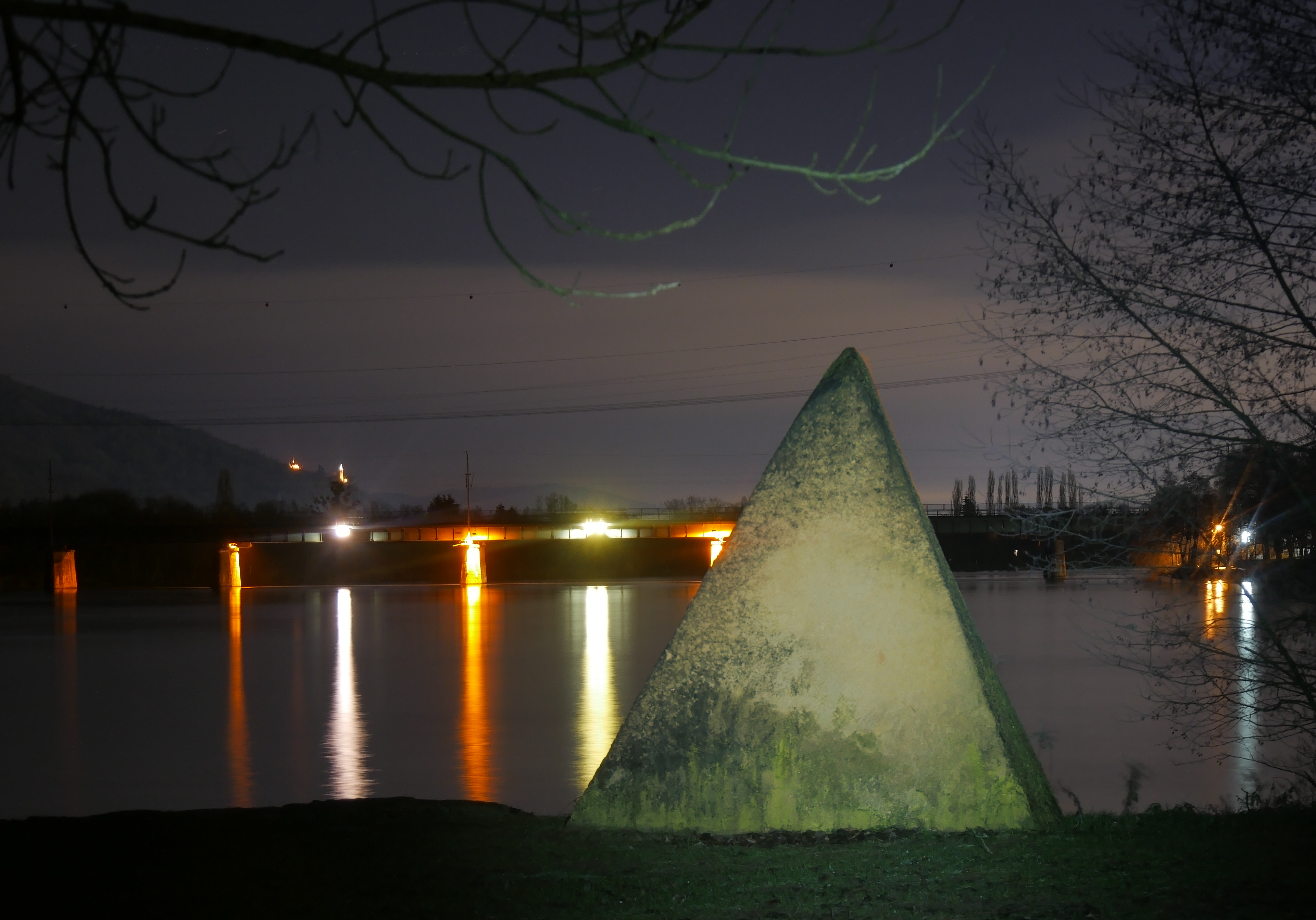
Stein an der Mündung der Saar in die Mosel

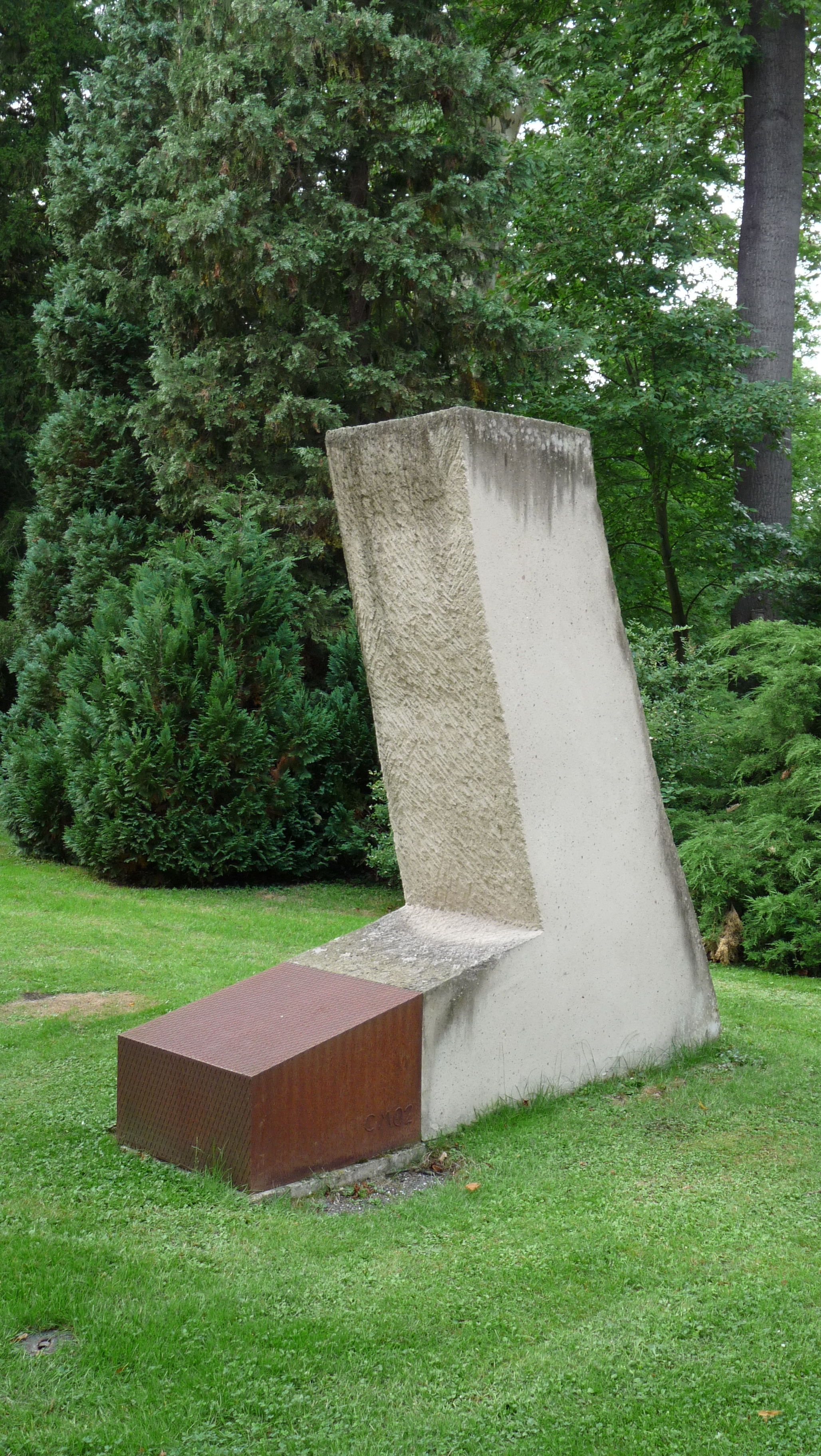
Skulptur Großer Winkel (2002). Kurpark Bad Neuenahr-Ahrweiler

Insbesondere jene von Manckes Arbeiten, die auf Bildhauersymposien oder auf öffentliche Ausschreibungen zurückgehen, können als Kunst im öffentlichen Raum von jedermann jederzeit in Augenschein genommen werden.
- 1989 Stele. Internationales Bildhauersymposion Jockgrim 1989, Bürgerpark Jockgrim[9][10][11]
- 1990 Plastik für die (ehemalige) Landesvertretung Rheinland-Pfalz, Bonn [Gusseisen, 5,60 m hoch, offener Wettbewerb in Rheinland-Pfalz, ausgelobt vom Land Rheinland-Pfalz]
- 1991 Skulptur für die Universität Trier [Cortenstahl, eingeladener Wettbewerb des Lands Rheinland-Pfalz]
- 1993 Skulptur, Granitbrunnen Folsterhöhe, Saarbrücken
- 1995 Segel. Internationales Bildhauersymposium Rodalben [Stein, Eisen][12][13]
- 1996 Ohne Titel. Skulpturenpark Oberwesel, Rheinland-Pfalz [Stahl, 195 cm hoch][14]
- 1997 Garten des Eisens, Bundesgartenschau Magdeburg
- 1997 Skulptur Berufsbildende Schule für Wirtschaft, Koblenz [Gusseisen/Sandstein]
- 1997 Skulptur Geologisches Landesamt Mainz [Kylltaler Sandstein/Cortenstahl, 280 cm hoch][15]
- 1997 Skulptur Internationales Bildhauersymposion Germersheim 1997[16]
- 1998 Das Labyrinth der Steine. Steinsetzungen aus Udelfanger Sandstein, Elbauenpark,  Magdeburg[8]
- 1999 Skulptur BBIZ Koblenz [Gusseisen/Sandstein]
- 1999 Skulptur Stein an der Mündung der Saar in die Mosel Internationales Bildhauersymposium Steine am Fluss Konz und Oberbillig[17]
- 2000 Brunnen Palais Walderdorff Trier [Sandstein/Cortenstahl]
- 2000 Skulptur für das Justizzentrum in Meiningen [Cortenstahl/Sandstein]
- 2001 Skulptur für das Regierungsviertel des Landes Thüringen, Erfurt [Cortenstahl, 11,50 m hoch, bundesweit offener zweistufiger Realisierungswettbewerb, ausgelobt vom Freistaat Thüringen][18]
- 2001 Skulptur Internationales Bildhauersymposium Shihiazhuang, China
- 2002 Bodenwasserrelief Kornmarkt Trier [Granit]
- 2002 Skulptur für den Industriepark Föhren [Cortenstahl]
- 2002 Großer Winkel. Internationales Bildhauersymposium Bad Neuenahr-Ahrweiler[19]
- 2003 Skulptur für die Landesversicherungsanstalt Speyer [Cortenstahl, 6,80 m hoch, eingeladener Wettbewerb]
- 2003 Tor zum Wasser. Internationales Bildhauersymposium Bitburg.[20] Standort: Prümtalradweg / Sauertalradweg, Steinheim, Luxemburg
- 2003 Skulpturen für die Fachhochschule Birkenfeld [Cortenstahl, Einladungswettbewerb, ausgelobt vom Land Rheinland-Pfalz][21]
- 2004 Skulpturen für die Fachhochschule Hof [Granit/Cortenstahl, 5,50 m hoch, bundesweiter Einladungswettbewerb, ausgelobt vom Freistaat Bayern]
- 2005 Schreitende. Bildhauersymposium Schweinstal [Buntsandstein/Cortenstahl, über 6 m hoch][22]
- 2006 Bodenobjekte am ehemaligen SS-Sonderlager Hinzert
- 2006 Skulpturen im Kreisel, Hermeskeil [Sandstein/Stahl]
- 2006 Skulpturengruppe Schönecken [Sandstein/Cortenstahl][23]
- 2007 Skulptur für die Landeszentralbank, Luxemburg
- 2010 Figur im Raum. Bildhauersymposium Rockenhausen [Sandstein/Stahl, 235 cm hoch][24]
- 2010 Skulpturen für die Stadtsparkasse Hilden
- 2011 Platzgestaltung Forbacher Passage, Völklingen [Granit]
- 2011 Windklang. Am Gipfel des Erbeskopf / Hunsrück [mit Holz verkleidetes Stahlgerüst, 16,50 m hoch]
- 2019 Skulpturenpaar Brückenschlag, Skulpturenweg Welchenhausen[25]